# Ophioleptoplax atlantica
Ophioleptoplax atlantica är en ormstjärneart som beskrevs av Jean Baptiste François René Koehler 1914. Ophioleptoplax atlantica ingår i släktet Ophioleptoplax och familjen skinnormstjärnor. Inga underarter finns listade i Catalogue of Life.